# ぷよぷよDA! -featuring ELLENA System-
『ぷよぷよDA! -featuring ELLENA System-』（ぷよぷよだ! フィーチャリング・エレナ・システム）は、1999年12月にドリームキャストとアーケードで発売された、対戦型音楽ゲーム。開発元はコンパイル、発売元はセガ。

## 概要
本作は『ぷよぷよ』シリーズの外伝的な作品で、1994年にPC-98向けに発売された雑誌形態のディスクマガジン『ディスクステーション Vol.4』に収録されたダンスゲーム『ブロードウェイ伝説エレナ』のシステムをベースにしている。
『エレナ』では相手の踊りを記憶して方向キーで踊るのに対して、本作は曲のタイミングに合わせて矢印の通りに対応した5つのボタンを押して踊るシステムに変更されている。また、本作にストーリーや漫才デモは特に設けられておらず、エンディングも各コース毎のイラストとメッセージのみとなっている。
タイトルに『ぷよぷよ』と『ELLENA』の両作の名を冠しているように、『ぷよぷよ』および『魔導物語』から主人公のアルル・ナジャをはじめとした7名のキャラクターに加えて、『ブロードウェイ伝説エレナ』から主人公のエレナ・スティーブンスが登場している。
本作に登場する8名のキャラクターらは、全員がダンス風の衣装を身に着けている。また、使用するキャラクターによって同じ曲でも譜面（ぷよ符）が異なり、さらには難易度に応じても変化する。

## ゲームルール
画面に表示される4方向の矢印ぷよと星ぷよの指示通りに対応した方向ボタンをタイミング良く押し、相手におじゃまぷよを送り込む。おじゃまぷよは本家に応じて、相殺することが可能。相手から攻撃されると送られたおじゃまぷよの量に応じて「のりのりゲージ」が減ってしまうが、高得点を出すと回復する。曲が終了した時点でおじゃまぷよがあった方のダンサーが敗北となるほか、曲の途中でのりのりゲージが尽きた場合もその時点で曲が打ち切られて、即座に敗北となる。予告ぷよの表示は、同時期に製作された『ぷよぷよ〜ん』のものに準拠しているが、星ぷよは予告ぷよの方では登場しない。
判定は良い順にEXCELLENT、GREAT、GOOD、FAIR、BADの5段階。EXCELLENTもしくはGREATを出し続けるとCHAINSが積み重なり、相手に送れるおじゃまぷよの量が多くなる。CHAINSはGOOD以下の判定を出すと途切れるが、本作は従来の音楽ゲームとは異なり、矢印ぷよや星ぷよを押さずにスルーしてもCHAINSは途切れないという特徴がある。
ひとりでぷよDA!
8名のダンサーから1人を選び、CPUが操作する他のダンサーと戦い、勝ち進むモード。難易度（コース）は甘口（易しい）、中辛（普通）、辛口（難しい）の3種類が用意されており、難易度が高いほど「ぷよ符」が難しくなり、CPUからの攻撃量も多くなる。難易度や機種によって、勝ち進むステージ数が異なる。
| 『ひとりでぷよDA!』対戦表 | 『ひとりでぷよDA!』対戦表 | 『ひとりでぷよDA!』対戦表 | 『ひとりでぷよDA!』対戦表 | 『ひとりでぷよDA!』対戦表 | 『ひとりでぷよDA!』対戦表 |
| ステージ/コース           | 甘口                      | 中辛                      | 中辛                      | 辛口                      | 辛口                      |
| 機種                      | DC・AC共通                | DC                        | AC                        | DC                        | AC                        |
| ------------------------- | ------------------------- | ------------------------- | ------------------------- | ------------------------- | ------------------------- |
| 1                         | シェゾ                    | アルル                    | アルル                    | アルル                    | スケルトン-T              |
| 2                         | スケルトン-T              | すけとうだら              | すけとうだら              | スケルトン-T              | ミノタウロス              |
| 3                         | ルルー                    | エレナ                    | エレナ                    | すけとうだら              | シェゾ                    |
| 4                         | -                         | ミノタウロス              | サタン                    | エレナ                    | ルルー                    |
| 5                         | -                         | サタン                    | -                         | ミノタウロス              | -                         |
| 6                         | -                         | -                         | -                         | シェゾ                    | -                         |
| 7                         | -                         | -                         | -                         | サタン                    | -                         |
| 8                         | -                         | -                         | -                         | ルルー                    | -                         |

ふたりでぷよDA!
プレイヤー2名で対戦するモード。難易度（ハンデ）は激甘、甘口、中辛、辛口、激辛の5段階から選べる。難易度によるパターンの違いはなく、ダンサーと曲ごとに「ぷよ符」が異なる。2ラウンドで対戦を行い、1ラウンド目は1Pが先攻、2ラウンド目は2Pが先攻となり、先攻のプレイヤーが収録されている8曲の中から選曲する。

## 8名のダンサー
エレナ以外のキャラクター7名の出典は『魔導物語』及び『ぷよぷよ』であるが、いずれも3Dで描かれており、それぞれの服装は様々なダンスを意識したものに変更されている。なお、本作ではストーリーや漫才デモは用意されていない。2P側では強制的に2Pカラーに変化する。エレナとミノタウロス以外のキャラクター6名のボイスは、『ぷよぷよ〜ん』から流用されている。
アルル・ナジャ 【ARLE】
声 - 本井えみ
『ぷよぷよ』シリーズの主人公で、元気いっぱいな魔導師の女の子。7月22日生まれ、身長158cm、体重46kg。赤と黒を基調としたストリートを意識したダンス服で、黒いジャージを穿いている。灰色のニット帽を被っていることから、髪を束ねている部分は隠れていて見えない。2Pカラーでは、青色の服に変化する。
「ひとりでぷよDA!」の難易度は、DC版ではEASY、AC版ではNORMAL。
エレナ・スティーブンス 【ELLENA】
声 - 非公表
本作の元になった『ブロードウェイ伝説エレナ』の主人公。ミュージカルスターを目指す薄幸の美少女。身長163cm、体重は秘密。原作同様に白いTシャツとピンクのレオタードを着用しており、服装に劇的な変化はさほど見られない。本作の説明書でシェゾと一緒に社交ダンスを踊っている姿が描かれている。1Pカラーは原作同様の金髪でピンク色のレオタードだが、2Pカラーはピンク色の髪でオレンジ色のレオタードに変化する（上着は共通で白いTシャツ）。
「ひとりでぷよDA!」の難易度は、DC版ではNORMAL、AC版ではEASY。
すけとうだら 【TARA】
声 - 長島雄一（現：チョー）
ダンスが大好きな巨大な魚。身長190cm、体重138kg。基本的には熱いダンスを踊っているが、本作では芸術に目覚めたらしく、クラシックバレエの衣装を着ている。1Pカラーでは白、2Pカラーでは黒を基調とした衣装になる。また、彼のステージは水中になっている。
「ひとりでぷよDA!」の難易度は、DC版ではEASY、AC版ではNORMAL。
シェゾ・ウィグィィ 【SCHEZO】
声 - 松本保典
銀髪と青いバンダナが特徴の、変態好青年。3月16日生まれ、身長178cm、体重68kg。本作では「超絶美形ナルシスト」という不治の病にかかり、原作の「闇の魔導師」というイメージとはかけ離れた明るい性格になっており、目つきも良い。胸元と腹部を露出したラテン系の衣装を身に着け、マラカスを持って踊る。2Pカラーは髪色が若干ながら金髪掛かった色に変化し、バンダナも『わくわくぷよぷよダンジョン』のドッペルゲンガーシェゾのように赤くなっている。
「ひとりでぷよDA!」の難易度はHARD。
ルルー 【RULUE】
声 - 星野千寿子
サタンに恋する、自称「格闘女王」。2月24日生まれ、身長169cm、体重52kg。髪型はポニーテールで、ディスコ風の腹部が大きく開いた露出度の高い、黒を基にした衣装を身に纏っている。好きな食べ物は牛肉。本作では、甘口コースと辛口コースの最終ボスを務めている。2Pカラーは衣装の色が若干赤くなり、薄紫色の髪に変化する。
「ひとりでぷよDA!」の難易度はHARD。
サタンさま 【SATAN】
声 - 小野健一
ぷよ地獄を創った張本人の魔界のプリンス。身長188cm、体重76kg。眼鏡をかけており、非常にラフな服装を着ている。中辛コースで最終ボスを務めているが、辛口コースではルルーにその座を譲っている。1Pカラーではズボンが黒だが、2Pカラーではズボンが白になり、髪色も青緑に近くなる。
「ひとりでぷよDA!」の難易度はHARD。
ミノタウロス 【MINO】
声 - 非公表

ルルーのしもべのウシ男。2月24日生まれ、身長210cm、体重277kg。ストリート系を意識したファッションでパーカーとジーンズを身に付け、サングラスをかけている。嫌いな食べ物は牛肉。『ぷよぷよ〜ん』ではなぞぷよ出題のみのキャラクターだったためボイスが新録されているが、ボイスの種類は他のキャラクターより少ない。公式PVの挿絵の出典がエレナ以外のキャラクターでは唯一セガサターン版『魔導物語』からになっている。1Pカラーでは黄色、2Pカラーでは白のパーカーを羽織っている。
「ひとりでぷよDA!」の難易度はNORMAL。
スケルトン-T 【SUKE-T】
声 - 緒方賢一
お茶を愛する骸骨の魔物。身長、体重は詳細不明。ニット帽を被っており、ブレイクダンスで激しく踊る。1Pカラーでは緑、2Pカラーでは紫のニット帽を被っている。
「ひとりでぷよDA!」の難易度はEASY。

### 人気投票
当時の公式サイトにおいて登場キャラクターの人気投票が行われていた。結果は以下の通り。
| 順位 | キャラクター名         |
| ---- | ---------------------- |
| 1位  | シェゾ・ウィグィィ     |
| 2位  | アルル・ナジャ         |
| 3位  | ルルー                 |
| 4位  | サタンさま             |
| 5位  | エレナ・スティーブンス |
| 6位  | スケルトン-T           |
| 7位  | ミノタウロス           |
| 8位  | すけとうだら           |

## 楽曲
本作に使われている楽曲は、田中勝己が歌唱する楽曲（主に『ぷよぷよ』シリーズのCMソング）が多数を占めているほか、田中によってアレンジされた『ぷよぷよ』シリーズの楽曲も収録されている。各キャラクター毎に割り当てられたプレイ楽曲8曲のほか、システムBGMとして4曲が使用されている。
| 使用箇所             | 曲名                                | 備考 |
| -------------------- | ----------------------------------- | --- |
| アルルステージ       | 灼熱のファイヤーダンス (Edit)       | セガサターン版『ぷよぷよ通』練習モードエンディング曲 スーパーファミコン版『す〜ぱ〜ぷよぷよ通』『-リミックス』CMソング PlayStation版『ぷよぷよ通 決定盤』CMソング |
| スケルトン-Tステージ | ぷ.よ.ぷ.よ. (DA Original Mix)      | ゲームボーイカラー版『ぽけっとぷよぷよ〜ん』CMソング |
| すけとうだらステージ | i miss you.                         | セガサターン/NINTENDO 64/PlayStation版『ぷよぷよSUN』CMソング |
| エレナステージ       | i sing.                             | FMラジオ番組『田中勝己のゲーム・DE・しょう』オープニングテーマ |
| ミノタウロスステージ | Hip House Compile Classix'95        | リミックス楽曲 原曲：サウンドトラック『魔導物語音楽館』収録曲「ヒップハウス・コンパイル」                                                                         |
| シェゾステージ       | toy of puyopuyo                     | リミックス楽曲 原曲：『ぷよぷよ』ふたりでぷよぷよBGM「TOY OF PUYOPUYO」                                                                                           |
| サタンステージ       | i hate you (hanglish version)       | 韓国語バージョン 原曲：セガサターン版『魔導物語』CMソング |
| ルルーステージ       | memories of puyopuyo (euro version) | リミックス楽曲 原曲：『魔導物語1-2-3』エピソード1の魔導の塔1・2階BGM「TRY OUT」 （『ぷよぷよ』では前半のステージ漫才デモBGM「MEMORIES OF PUYOPUYO」として使用）   |
|                      |                                     | |
| オープニングデモ     | theme of puyopuyo                   | リミックス楽曲 原曲：『ぷよぷよ』前半ステージ対戦BGM「THEME OF PUYOPUYO」                                                                                         |
| エンディング         | ここで逢えたね                      | セガサターン版『わくわくぷよぷよダンジョン』CMソング |
| コンティニュー       | 傷心                                | 仁井谷正充のデビューシングル『傷心』より、『少女R（開発中止）』主題歌                                                                                             |
| ネームエントリー     | ゲームしようよ!                     | 仁井谷正充のデビューシングル『傷心』より |

## 評価
パソコンゲーム誌の編集者であるの公式サイト「電脳世界のひみつ基地」において、ライターの稲波は、キャラクターたちが従来とは異なる方向性の衣装に身を包んでいることから、キャラクターの新しい魅力を引き出したと評価している。一方で、稲葉はモデリングの悪さや、楽曲数が少ないゆえにすぐに飽きてしまう点を指摘している。